# Operatie Reservist
Operatie Reservist was de codenaam voor een militaire operatie in Algerije.

## Doel
Op 8 november 1942, als onderdeel van Operatie Torch, werd de militaire operatie Reservist opgezet. Doel van deze actie was het innemen van vitale punten in de haven van Oran door een speciale eenheid. Geallieerde troepen zouden belangrijke havenfaciliteiten, zoals dokken en hijskranen, snel moeten veroveren voordat ze konden worden gesaboteerd.

## Uitvoering

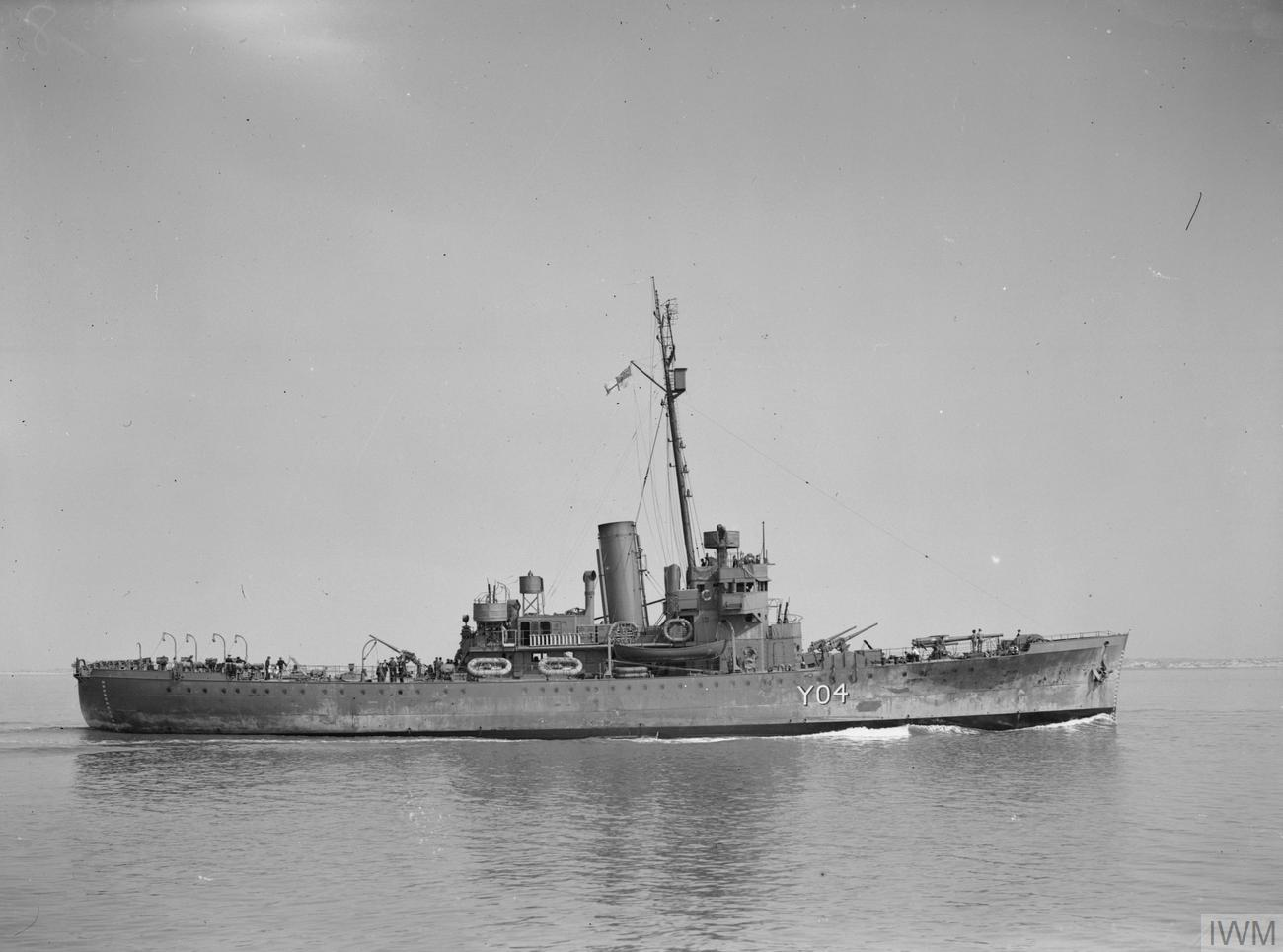
HMS Walney

Het Britse leger was een groot voorstander van een dergelijke actie; het Amerikaanse leger had zijn twijfels en gaf met tegenzin toe aan het plan. Volgens de Britten zou een onbeschadigde haven van groot belang zijn voor de aanvoer van manschappen en materieel in Noord-Afrika.
Op 8 november 1942 voeren twee Britse schepen, HMS Walney en HMS Hartland, met ruim 300 Amerikaanse soldaten de haven van Oran binnen. De schepen werden echter al bij binnenkomst in de haven met een zoeklicht door de verdedigende Franse troepen ontdekt. Aanwezige kustbatterijen en oorlogsschepen in de haven openden het vuur. Beide schepen werden zwaar beschadigd en er vielen veel slachtoffers; van de 393 betrokken militairen kwamen er 183 om en raakten er 157 gewond. Uiteindelijk hebben maar 47 man de wal bereikt en de gestelde doelen van de operatie werden niet gerealiseerd.
Op 10 november 1942 trokken Amerikaanse troepen de stad binnen. Zij bereikten het Franse hoofdkwartier en de havens. Rond het middaguur werd een wapenstilstand overeengekomen en in de uren daarna gaven de Franse troepen zich over en was de stad volledig in handen van de geallieerden.